# Гавриловская волость (Изюмский уезд)
Гавриловская во́лость — историческая административно-территориальная единица Изюмского уезда Харьковской губернии с волостным правлением в селе Гавриловка.
По состоянию на 1885 год состояла из 12 поселений, 12 сельских общин. Население — 3309 человек (1729 человека мужского пола и 1580 — женского), 535 дворовых хозяйств.
|                       | Площадь | В т.ч. пахотной |
| --------------------- | ------- | --------------- |
| Сельских общин        | 2565    | 1208            |
| Частной собственности | 23078   | 6298            |
| Другой собственности  | 155     | 10              |
| В целом               | 25798   | 7516            |

Основные поселения волости:
- Гавриловка - бывшее владельческое село при реке Домахе в 60 верстах от уездного города, 75 дворов, 373 жителя. В селе волостное правление, православная церковь, железнодорожная станция.[1]
- Богодаровка - бывшее владельческое село при реке Лукновахе, 89 дворов, 607 жителей. В селе православная церковь, лавка, 3 ярмарки (проводская, 1 августа и 1 октября).[1]

Храмы волости:
- Царице-Александровская церковь в селе Богодаровке.[2]
- Архангело-Гаврииловская церковь в селе Гавриловке.[2]